# Burning the Ground
Singles de Duran Duran
Do You Believe in Shame?
(1989) Violence of Summer
(1990)
Burning The Ground est une chanson du groupe Duran Duran, sortie en single en 1989. Ce titre n'apparait sur aucun album studio mais a servi à promouvoir la compilation Decade: Greatest Hits (bien qu'il n'y apparaisse pas). Le clip sera cependant inclus sur le DVD de Greatest en 1998.

## Historique
Ce single contient de nombreux samples de précédents morceaux du groupe. Il emprunte ainsi des éléments instrumentaux de titres comme Save a Prayer, Hungry Like the Wolf, Rio, The Reflex et The Wild Boys. On peut également entendre le bruit de flash de caméra et le mot « Girls! » tirés de Girls on Film, ou « Boys! » de The Wild Boys. Plusieurs onomatopées du groupe sont également utilisées comme les « noh-noh » de Notorious, les « bop bop bop » de Skin Trade ou encore « tana nana » et  « fle fle fle fle flex » de The Reflex.
La chanson contient également des extraits du film Barbarella (dont un personnage a inspiré le nom du groupe) :
- « Barbarella? »
- « Mr. President! »
- « Your Mission, find Durand Durand! »
- « Just a minute, I'll slip something on! »

Ce titre est produit par John Jones et développé durant l'enregistrement de l'album Liberty.

## Clip
Le clip, réalisé par Adrian Martin, est un montage de divers clips précédents de Duran Duran, d'extraits du film Arena (An Absurd Notion) et des tournées Strange Behaviour et Electric Theatre. On peut par ailleurs voir des images de forêts humides d'Amérique du Sud qui brûlent ou des lancements de navettes spatiales de la NASA. Quelques images inédites du groupe ont été tournées durant l'enregistrent de Liberty.

## Liste des titres et différents formats
| 1. Burning the Ground - 4:00 2. Decadance - 3:29 1. Burning the Ground - 4:00 2. Decadance - 3:29 3. Decadance (Extended Mix) - 7:57 1. Burning the Ground - 4:00 2. Decadance (Extended Mix) - 7:57 3. Decadance - 3:29 | 1. Burning the Ground - 4:00 2. Decadance - 3:29 3. Decadance (Extended Mix) - 7:57 1. Burning the Ground - 4:00 2. Decadance - 3:29 3. Decadance (2 Risk E Remix 12") - 7:57 |

## Classements
| Pays et classement (1989)      | Meilleure position |
| ------------------------------ | ------------------ |
| Italie (FIMI)                  | 7                  |
| Pays-Bas (Nederlandse Top 40)  | 75                 |
| Royaume-Uni (UK Singles Chart) | 31                 |

## Crédits
Duran Duran
- Simon Le Bon : chant principal[6]
- Nick Rhodes : claviers, synthétiseurs
- John Taylor : guitare basse
- Warren Cuccurullo : guitares
- Sterling Campbell : batterie

Autres
- John Barry : auteur
- John Jones : producteur
- Dee Long : sampling
- Ben Chapman : producteur de Decadance
- Jack Adams : mastering
- Christopher Marc Potter : mixage
- Abrahams Pants : design de la pochette et artwork[6]